# 比亚克 (科雷兹省)
比亚克（法語：Bilhac，法語發音：[bijak]）是法国科雷兹省的一个市镇，属于布里夫拉盖亚尔德区。

## 地理
比亚克（44°56'37"N, 1°46'26"E）面积6.99 平方千米，位于法国新阿基坦大区科雷兹省，该省份为法国中南部省份，北起上维埃纳省和克勒兹省，西接多爾多涅省，南至洛特省，东临多姆山省和康塔爾省。
与比亚克接壤的市镇（或旧市镇、城区）包括：利乌德尔、凯萨克莱维涅、锡奥尼亚克、贝塔耶、皮布兰、托里亚克。

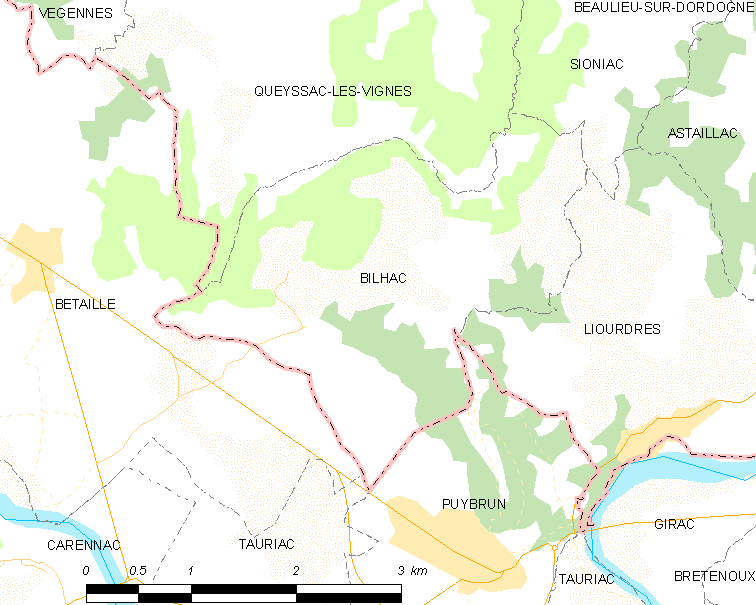
的OSM定位图

比亚克的时区为UTC+01:00、UTC+02:00（夏令时）。

## 行政
比亚克的邮政编码为19120，INSEE市镇编码为19026。

## 政治
比亚克所属的省级选区为科雷兹南部县。

## 人口

1962-2008年间人口变化图示

比亚克于2022年1月1日时的人口数量为246人。